# Quintus Granius (Ankläger)
Quintus Granius war ein Mitglied des römischen Geschlechts der Granii und trat 24 n. Chr. als Ankläger des Lucius Calpurnius Piso auf.
Piso, Augur und Konsul des Jahres 1 v. Chr., hatte in der Vergangenheit ein nicht gerade unterwürfiges Verhalten gegen Tiberius an den Tag gelegt und unverblümte Reden zu führen gewagt, eine Handlungsweise, die ihm der Kaiser trotz des äußeren Scheins vielleicht noch nicht ganz vergeben hatte. 24 n. Chr. klagte Quintus Granius den Piso an, in privaten Unterhaltungen Majestätsbeleidigungen geäußert zu haben; außerdem hätte der Beschuldigte Gift in seinem Haus aufgehoben und bei seinem Erscheinen im Senat stets ein Schwert mit sich geführt. Der letztgenannte Anklagepunkt wurde für unglaubwürdig gehalten und fallengelassen, doch sollte Piso wegen der anderen Vorwürfe der Prozess gemacht werden; er starb aber, bevor er abgeurteilt werden konnte.